# راضي مهران
مهران راضي، فلسطيني (من عرب 48)، وُلِد  في تاريخ 1 يوليو عام 1982 في قرية سولم في اسرائيل قضاء العفولة لعائلة مسلمة عربية متدينة.

## حياته
تربّى في عائلة لسبعة أبناء، والدهُ أحمد راضي وأمه بهيّة خضر. خالَه جميل خضر المعروف كلاعب كرة قدم سابق في هبوعيل بيت شان. درس راضي في الناصرة. وهو لاعب كرة قدم وسط مع فريق هبوعيل نوف هجليل من الرابطة الوطنية. 

## مسيرتهُ المهنيّة
لم يلعب كرة القدم بانتظام حتى وصل إلى فريق شباب مكابي تل أبيب في سن 18. وفي سن 19 وقّع مع فريق هبوعيل مجد الكروم من الدوري الوطني (الثالث في ذلك الوقت). في موسمه الأول بالنادي، احتل الفريق المركز العاشر، وفي موسمه الثاني بالمركز الخامس.
في موسم عاميّ 2003/2004، انتقل إلى مكابي كفركنا، الذي هبط حديثًا إلى الدوري الوطني، وانتهى بالفريق في المركز الخامس.
في موسم 2004/2005، وقّع عقدًا لمدة عامين مع هبوعيل عسقلان، أيضًا في الدوري الوطني. في 2 نيسان عام  2005، فاز بكأس توتو للدوري الثالث مع الفريق، وفي وقت لاحق من الموسم  قد تمّت ترقيته إلى الدوري الوطني.
في موسم عاميّ2005/2006، لعب لأول مرّة في مسيرته في الدوري الثانوي، وأنهى الموسم مع عسقلان في المركز الثامن.

## بداية الطريق في الدرجة العُليا
في موسم عاميّ 2006/2007، وقّع عقدًا لمدة عامين مع مكابي هرتسليا، الوافد الجديد إلى الدوري الأوروبي الممتاز.
- في 13 آب عام  2006، ظهر لأول مرة مع الفريق، في خسارة 1-2 أمام مكابي حيفا في كأس توتو.
- في 26 آب عام 2006، ظهر لأول مرة في الدوري الأوروبي  الممتاز، عندما بدأ في التشكيلة بعد خسارة 0-1 أمام نادي أشدود الرياضي.
- في 28 من تشرين أوّل عام 2006، سجّل هدفه الأول في الدرجة العليا، بالتعادل 2-2 ضد مكابي حيفا.
في وقت لاحق من الموسم، فاز بكأس توتو مع هرتسليا، مما ساعدهم على البقاء في الدوري الممتاز.
في موسم 2007/2008 ، فشل مع هرتسليا في القتال من أجل البقاء في الدوري الممتاز ، ونتيجة لذلك،  هبط إلى الدوري الوطني.
في موسم 2008/2009 وقّع عقدا لمدة عامين مع بني يهودا تل أبيب.
في 21 أيلول عام 2008 ، ظهر لأول مرة في النادي، بعد الخسارة 0-1 أمام مكابي حيفا في الدوري الأوروبي الممتاز.
في 14 شباط عام 2009 سجّل هدفه الأول للنادي بفوزه على هبوعيل أم الفحم بركلات الترجيح ضمن بطولة كأس الدولة. استمر في لعب دور الفريق،  بل وشارك في خسارة الفريق في نهائي كأس الدولة أمام هبوعيل تل أبيب. في موسم 2009/2010 ، أنهى مع بني يهودا للمرة الثانية على التوالي في التصفيات الأولى، في المركز الخامس في الجدول.
في موسم 2011/2012 وقّع عقدا لمدة ثلاث سنوات مع أبناء سخنين. حيث تعاقدت إدارة سفير المجتمع العربي في الدرجة العليا، اتحاد أبناء سخنين، مع اللاعب مهران راضي، وذلك بعقد يمتد لمدة موسمين ودارت في الفترة الأخيرة مفاوضات بين الإدارة السخنينية وراضي، إلى أن تمكنت الأولى بالأخير من إقناع اللاعب بالانضمام إلى صفوفها رغم تلقيه عروضا من فرق أخرى. وخطف اللاعب مهران راضي الأنظار، بعدما حصد لقب دوري الأضواء لستة مواسم على التوالي، 3 منها مع هبوعيل بئر السبع ومثلها مع مكابي تل أبيب.
سبق لراضي أن لعب بصفوف الفريق السخنيني من قبل، حيث ارتدى قميصه لمدة موسم واحد (2011-2012) خاض خلاله 32 مباراة و أحرز 13 هدفا، وهو يعتبر أحد المساهمين في وصول الفريق آنذاك إلى البلاي أوف العلوي.
في 1 آب 2011، ظهر لأول مرة في التعادل 0-0 ضد هبوعيل حيفا في كأس توتو. في 27 آب سجّل هدفين في الفوز 4-3 على هبوعيل بئر السبع في الدرجة العليا الممتازة. أنهى الموسم بـ 13 هدفًا وعشر تمريرات حاسمة، وكان أحد الأشخاص الرئيسيين المسؤولين عن تأهّل الفريق لأفضل التصفيات في الدرجة العليا الممتازة.

## مكابي تل أبيب
قبل موسم 2012/2013 وقّع مع فريق مكابي تل أبيب مبلغ 20 ألف يورو . وسجّل هدفه الأول بقميص فريق مكابي تل أبيب في الفوز 4-0 على عيروني كريات شمونة في الجولة الرابعة. أصبح لاعباً وشريكاً رائداً في كل دقيقة من مباراة الفريق بدءاً من المباراة الأولى بالموسم حتى الجولة الخامسة والعشرين، حيث تم استبداله لأول مرة قبل خمس دقائق من نهاية المباراة ضد أبناء سخنين.
في هذا الموسم ، فاز بالبطولة مع الفريق، وسجّل ثمانية أهداف ، وكان هدّاف الدوري الأوروبي الممتاز بـ11 تمريرة حاسمة. 
في 12 آذار عام 2014، بعد حوالي ثلاثة أشهر من انتهاء عَقده مع مكابي تل أبيب ،قام  بتمديد عّقده لسنة واحدة أخرى .
في موسم 2013/2014 سجّل هدفين في الدوري وفاز بالبطولة الثانية على التوالي مع الفريق.
في موسم 2014/2015 سجل أربعة أهداف في الدوري، وفاز بالبطولة الثالثة على التوالي مع الفريق، وفاز أيضًا بكأس توتو كأس الدولة، بعد أن سجّل هدفًا في المباراة النهائية بالفوز 6-2 على هبوعيل بئر السبع.
كلاعب مكابي تل أبيب، تعرّض مهران راضي عدة مرات لمضايقات على أساس عِرقه وقوميته من بعض مشجعي الفريق   

## هبوعيل بئر السبع
مهران راضي بقميص  فريق هبوعيل بئر السبع عام 2017
في 12 يوليو 2015، وقبيل موسم 2015/2016،  وقّع عقدًا لمدة عامين مع هبوعيل بئر السبع . بعد أربعة أيام ظهر لأول مرة في النادي، عندما بدأ في تشكيلة الفريق في مباراة انتهت بالتعادل 1-1 ضد ثون في تصفيات الدوري الأوروبي.
في 12 أب سجّل هدفه الأول للنادي بفوزه 2-0 على هبوعيل كفار سابا كجزء من كأس توتو. في الجولة الأولى من الدوري الأوروبي الممتاز،  دخل اللاعب مهران راضي كبديل ، وسجّل الهدف الأخير في الفوز 3-1 على كريات شمونة. في المجموع ، سجّل ستة أهداف في الدوري هذا الموسم،  وفي النهاية فاز بالبطولة مع هبوعيل بئر السبع بعد 40 عامًا لم يفز فيها الفريق بهذا اللقب. 
في موسم 2016/2017،  فاز هبوعيل بئر السبع بلقب الأبطال بعد فوزه على حامل الكأس مكابي حيفا 4-2 بالإضافة إلى ذلك،  لعب معها في تصفيات دوري أبطال أوروبا وهبط معها إلى دور المجموعات في الدوري الأوروبي،  بعد إقصائه في مرحلة البلاي أوف ضد الاسكتلندي سلتيك في 3 كانون الاوّل  2016،  سجّل أول ثنائية له بقميص فريق هبوعيل  بئر السبع،  بفوزه 5-0 على نادي أشدود الرياضي في الدوري الأوروبي الممتاز،  وسجّل في المجموع ثمانية أهداف في الدوري هذا الموسم.
في 28 كانون الاوّل عام 2016،  ساعد بئر السبع في الفوز بكأس توتو بعد أن سجل هدفاً في الفوز 4-1 على كريات شمونة في المباراة النهائية. 
في 19 نيسان 2017 وقع لموسم آخر مع هبوعيل بئر السبع، وفي نهاية الموسم فاز ببطولة ثانية على التوالي مع الفريق.
في موسم 2017/2018،  تعرض لتراجع قيمة مركزه في الفريق لكنه شارك في 32 مباراة بالدوري سجّل فيها ثلاثة أهداف،  وفاز بالبطولة الثالثة على التوالي مع الفريق. جاء مهران راضي إلى هبوعيل بئر السبع بعد فوزه بثلاث بطولات متتالية مع مكابي تل أبيب،  وبذلك أصبح أول لاعب كرة قدم في إسرائيل يفوز بست بطولات متتالية. في نهاية الموسم انتهى عقده وغادر النادي . 

## العودة إلى أبناء سخنين
مهران راضي يعود لارتداء قميص الفريق السخنيني
في 8 حزيران عام  2018 ، عاد لولاية ثانية في ابناء  سخنين ، ووقع عقدًا لمدة عامين مع النادي .  في موسم 2018/2019 سجل هدفين في 32 مباراة بالدوري الممتاز ، وفي النهاية هبط مع فريقه إلى الدوري الوطني.

## النادي الرياضي  كفر قاسم
في 17 كانون الثانّي عام 2021،  وقّع في إم. كفر قاسم من الرابطة الوطنية في إسرائيل في 2 يناير 2023،  توصل إلى اتفاق مع الفريق بشأن الإفراج عن عقده.

## الفرق الاوروبيّة
راضي بقميص  المنتخب الإسرائيلي،  في 2 أيلول عام  2012،  تم استدعاؤه للمنتخب الإسرائيلي لأول مرة في 11 أيلول،  ظهر لأول مرة في المنتخب الوطني،  بخسارة 0-4 أمام المنتخب الروسي في تصفيات كأس العالم 2014. وأحرز هدفه الأول مع منتخب بلاده بعد شهر،  بفوزه 6-0 على منتخب روسيا. منتخب لوكسمبورغ الوطني،  وشارك في إجمالي سبع مباريات خلال الحملة. كان آخر ظهور له  بقميص منتخب إسرائيل .
في 11 تشرين أوّل عام 2013،  في مباراة ضد منتخب البرتغال انتهت بالتعادل 1-1. في المجموع،  شارك في عشر مباريات وهدف واحد اللباس الرسمي للمنتخب.

## الالقاب التي حاز عليها
هبوعيل عسقلان
كأس توتو (الدرجة الثالثة): 2004/2005
مكابي هرتسليا
كأس توتو: 2006/2007
مكابي تل أبيب
البطولة: 2012/2013/2013/2014/2014/2015
كأس الدولة: 2014/2015
كأس توتو: 2014/2015
هبوعيل بئر السبع
البطولة: 2015/2016 ، 2016/2017 ، 2017/2018
بطل الأبطال: 2016 ، 2017
كأس توتو: 2016/2017
صدارة الدوري الأوروبي الممتاز: 2011/2012 (10 تمريرات) ، 2012/2013 (11 تمريرة حاسمة).